# Bindenrennvogel
Der Bindenrennvogel (Rhinoptilus cinctus) ist eine Limikolenart, die zur Familie der Brachschwalbenartigen (Glareolidae) gehört.
Er kommt in Subsahara-Afrika vor in Äthiopien, Angola, Botswana, Kenia, Malawi, Mosambik, Namibia, Ruanda, Sambia, Simbabwe, Somalia, Somaliland, Südafrika, Südsudan, Tansania und Uganda.
Der Lebensraum umfasst semiaride busch- und baumbestandene Flächen bis 2200 m Höhe.
Der Artzusatz kommt von lateinisch cinctus ‚Band‘.

## Merkmale
Dieser Vogel ist 25 bis 28 cm groß und wiegt zwischen 89 und 150 g. Er ist größer als der Doppelband-Rennvogel (Rhinoptilus africanus), hat ein einzigartiges Muster mit rotbraunem, schwarzem und weißem Band von der Brust bis zum Nacken, der breite weiße Überaugenstreif reicht bis in den Nacken. Die Ohrdecken sind rotbraun. Im Fluge ist die Flügelunterseite großteils weiß mit schwarzen Spitzen der äußeren Handschwingen, die einfarbige Flügeloberseite dunkler braun als beim Doppelband-Rennvogel, der Rumpf ist weiß. Der Schnabel ist schwarz an der Spitze und an der Basis gelb, der Augenring ist gelb bis weißlich, die Beine sind blassgelb.
Jungvögel haben gebänderte Armschwingen und mittlere Schwanzfedern.

## Geografische Variation
Es werden folgende Unterarten anerkannt:
- R. c. cinctus (Heuglin, 1863), Nominatform – Südosten Südsudans & Nordwesten Kenias
- R. c. emini Zedlitz, 1914, – Süden Kenias bis Tansania und Nordsambia
- R. c. seebohmi Sharpe, 1893, –  Südangola und Nordnamibia bis Simbabwe und Norden Südafrikas

Die World Bird List der International Ornithologists’ Union unterscheidet zusätzlich noch:
- R. c. mayaudi Érard, Hémery & Pasquet, 1993, – Äthiopien und Nordsomalia
- R. c. balsaci Érard, Hémery & Pasquet, 1993, – Südsomalia und Nordosten Kenias[8]

## Stimme
Der Ruf wird als scharfes „keek-keek“ mit einer sich anschließenden ansteigenden, dann fallenden und schneller werdenden Folge von scharfen „kik“-Lauten beschrieben, auch als wiederholtes „kika-kika-kika“ nachts. Der Kontaktruf ist ein schlichtes „chuick“, der Alarmruf wird als „chuck-a-chuck-a-chuck ...“ oder als ausklingendes „wick-er-wick-er-wick-er ...“ beschrieben.

## Lebensweise
Die Art ist nachtaktiv und ruht tagsüber unter Büschen, die Nahrung besteht aus Insekten. Außerhalb der Brutzeit bilden sich kleinere Gruppen. Die Brutzeit liegt zwischen März und Juli sowie im Dezember in Somalia, zwischen Januar und Oktober in Äthiopien, hängt von der Regenzeit ab. Hauptsächlich zwischen Juli und September liegt sie in Sambia, August bis Oktober in Simbabwe und Oktober in Südafrika. Der Vogel lebt monogam und ortstreu. Es werden zwei blassgelbliche bis ockerfarbene Eier in eine tiefe Kuhle auf der bloßen Erde gelegt, bevorzugt unter Baum oder Busch in deren Schatten. Nach Ablage des letzten Eies wird über 25 bis 27 Tage von beiden Elternvögeln gebrütet.

## Gefährdungssituation
Die Art gilt als nicht gefährdet (Least Concern).